# Guillermo Ramírez
Guillermo Ramírez Ortega (Livingston, 26 marzo 1978) è un ex calciatore guatemalteco, di ruolo centrocampista.
È il calciatore con il maggior numero di presenze nella Nazionale guatemalteca, con 97 gare disputate.

## Carriera

### Club
Dal 1995 al 2000 gioca con il CSD Municipal, la squadra più titolata del suo paese; nel 2000 passa brevemente in Europa, al PAS Giannina in Grecia, giocando nove partite. Nel 2001 si trasferisce in Messico, al Club de Fútbol Atlante di Cancún. Nel 2002 passa al Jaguares de Chiapas, dove milita fino al 2003. Nel 2005 si unisce in prestito al Los Angeles Galaxy, dove con un gol nei minuti di recupero fa vincere al club la MLS Cup. Nel 2006 torna in Guatemala, al CSD Municipal.

### Nazionale
Con la nazionale di calcio guatemalteca ha giocato varie CONCACAF Gold Cup, totalizzando 93 presenze e segnando 11 gol. Il record di presenze è stato battuto il 6 agosto 2008 contro la Bolivia, quando con la presenza numero 87 batte il vecchio record di Juan Carlos Plata.

## Sospensione per calcio-scommesse
In data 12 settembre 2012 Ramírez, insieme ai giocatori Gustavo Cabrera e Yony Flores, furono sospesi a vita da ogni attività calcistica dalla Federazione guatemalteca  (Fedeguate). I tre giocatori furono sospesi perché rei di aver truccato partite della propria Nazionale, che includevano amichevoli che il Guatemala giocò contro la Costa Rica nell'Estadio Nacional, il passato 25 maggio (sconfitta per 3-2), ed in Città del Guatemala il 1º giugno (vittoria 1-0), come una terza con il Venezuela.
L'agenzia EFE indicò che il presidente della federazione guatemalteca, Bryan Jiménez, disse ai giornalisti guatemaltechi che l'Organismo Disciplinare della massima autorità del calcio di quel paese decise di "inabilitare" a vita i tre giocatori.
A fine ottobre i tre sono stati radiati dalla FIFA.

## Palmarès

### Competizioni nazionali
- Campionato guatemalteco: 8

Municipal: 2000 Apertura, 2004 Apertura, 2005 Clausura, 2005 Apertura, 2006 Clausura, 2006 Apertura, 2008 Clausura, 2009 Apertura
- Campionato MLS: 1

Los Angeles Galaxy: 2005
- Campionato honduregno: 2

Marathon: 2009-2010 Apertura
Motagua: 2010-2011 Clausura